# Rentadors de la Font d'en Roca
Els Rentadors de la Font d'en Roca és una obra de Sant Joan de les Abadesses (Ripollès) protegida com a Bé Cultural d'Interès Local.

## Descripció
Rentadors públics situats al paratge d'El Triquet, uns metres més avall de la font d'en Roca (a la masia "La Roca") i al costat del riu Arçamala. Tot i que es desconeix la data precisa de construcció, donades les seves característiques hom podria pensar que foren construïts entre finals del segle xix i principis del XX. Es tracta d'un emplaçament cobert per una teulada de bigues de formigó i totxos -de la segona meitat del segle XX-, sota el qual se situen els safareigs, de planta rectangular.